# Alexander Mocsáry
Alexander Mocsáry, Hongaarse schrijfwijze Mocsáry Sándor (27 september 1841, Nagyvárad (Roemeens: Oradea) - 26 december 1915, Boedapest) was een Hongaars entomoloog.
Hij was de conservator van het Hongaars Natuurhistorisch Museum, waar zijn collectie van voornamelijk Hongaarse insecten wordt geconserveerd. Hij beschreef vele nieuwe taxa en was gespecialiseerd in vliesvleugeligen (Hymenoptera).

## Taxa
Deze soorten werden door Mocsáry beschreven:
- Abia hungarica

- Bibliothèque nationale de France: cb103652209 (data)
- Gemeinsame Normdatei: 117066362
- International Standard Name Identifier: 0000 0000 7326 3902
- Réseau des bibliothèques de Suisse occidentale: 02-A005550352
- Système universitaire de documentation: 272824046
- Virtual International Authority File: 4919394
- WorldCat: E39PBJp9q9QmfHXHCrb9R7JdQq